# Ara
 For alternative betydninger, se Ara (flertydig). (Se også artikler, som begynder med Ara)
Araer er en slægt af papegøjer. De kan blive op til 75 år i fangenskab og har som spætterne to fremadvendte og to bagudvendte tæer på hver fod. Fuglene lever af nødder og frugter, som de med deres specialiserede næb er eksperter i at knække og pille. Araer er populære som kæledyr, men desværre er de fleste ara-arter truet, da deres levesteder hastigt forsvinder og mange individer er indfanget for at blive eksporteret som kæledyr.
Flest arter findes i den slægt der også på latin hedder Ara. Ordet er sikkert en forvanskning af det spanske ord huacamayo (fra indiansk, udtales wakamajo) der betyder papageøje (gennem tysk papagaio).
De mest almindelige arter i slægten er lyserød ara (Ara macao), blågul ara (Ara ararauna) og mørkerød ara (Ara chloropterus), der endnu ses i handelen selvom førstnævnte er omfattet af CITES liste I. Desuden findes arter der er blandt de sjældneste fugle i verden såsom Spixara (en) (Cyanopsitta spixii), der indtil for nylig kun var kendt i et eksemplar i naturen, men som nu måske er (ud)død.
Araer er alle store og langhalede og findes i Syd- og Mellemamerika. Hyacinthara (Anodorhynchus hyacinthinus) er således den længste papegøje i verden.

## Klassifikation
Slægt: Ara
- Ara ararauna – (blågul ara, blå ara, gulbrystet blå ara)
- Ara glaucogularis – (blåstrubet ara, caninde-ara)
- Ara militaris – (soldaterara)
- Ara ambiguus – (stor soldaterara, grøn ara)
- Ara macao – (lyserød ara)
- Ara chloropterus – (mørkerød ara)
- Ara rubrogenys – (rødøret ara, brunkindet ara)
- Ara severus – (dværgara)

Andre arter i papegøjefamilien hedder også "ara" på dansk, f.eks
- Anodorhynchus hyacinthinus – (hyacintara)
- Anodorhynchus leari – (indigoara)
- Cyanopsitta spixii – (spixara)
- Orthopsittaca manilata – (rødbuget dværgara, rødbuget ara)
- Primolius couloni – (blåhovedet dværgara)
- Primolius maracana – (rødrygget dværgara)
- Primolius auricollis – (gulnakket dværgara)
- Diopsittaca nobilis – (blåpandet dværgara, Hahn's ara)